# Sharia4Holland
Sharia4Holland je radikální islámské hnutí, otevřeně usilující o nastolení práva šaría v Nizozemsku. Sharia4Holland je původem odnož belgické extremistické sítě Sharia4Belgium. V posledních měsících rozdávala Sharia4Holland letáčky na ulicích v Haagu a Utrechtu a na Occupy Movement v Amsterdamu .
Celé hnutí je monitorováno nizozemskou tajnou službou AIVD. Hnutí Sharia4Holland kritizovali nizozemští politici, včetně některých muslimských. Politici jako Ahmed Marcouch odsuzují násilné myšlenky hnutí, liberálně-konzervativní politička Jeanine Hennis-Plasschaertová nazývá zastrašující chování hnutí za "neuvěřitelné". Strana pro svobodu chce hnutí postavit mimo zákon.

## Nepokoje v De Balie
Dne 7. prosince 2011, v rámci diskuse v divadle De Balie v Amsterdamu s Tofikem Dibim ze Strany Zelených, skupina asi 20 radikálních muslimů vtrhla dovnitř, křičela a házela vejce a žádala smrt kanadské spisovatelky Irshad Manjimové, která právě představovala svoji novou knihu Islám, Svoboda a Láska. Poté, co byly násilnosti ukončeny, dva muži z Belgie, 19 a 22 let, členové Sharia4Holland, byl zatčeni za urážky a vyhrožování.

## Globální konference ošaría
25. května 2012 uspořádalo hnutí Sharia4Holland na náměstí De Dams v Amsterdamu tiskovou konferenci společně s Anjem Choudarym z Islam4UK, která měla být součástí tzv. Globální konference o šaría. Během konference mluvčí Sharia4Holland prohlásil, že Geert Wilders bude "vyřešen" v okamžiku, kdy se Nizozemsko stane islámským státem a že bychom se měli "poučit z případu Thea van Gogha" . Mluvčí byl zatčený za výhrůžky nizozemskou policií, předvolán k soudu a propuštěn na svobodu o 48 hodin později. Když byl na konferenci také pozván odsouzený Fouad Belkacem z Sharia4Belgium, Strana pro svobodu požádala ministry Ivo Opsteltena a Gerd Leerse k označení Belkacema jako persony non grata. Pro zakázaní konference však nebyl žádný právní důvod.